# Коллі-суль-Веліно
Коллі-суль-Веліно (італ. Colli sul Velino) — муніципалітет в Італії, у регіоні Лаціо, провінція Рієті.
Коллі-суль-Веліно розташоване на відстані близько 75 км на північ від Рима, 14 км на північний захід від Рієті.
Населення — 534 особи (2014).

## Демографія
Населення за роками:

Станом на 1 січня 2023 року в муніципалітеті офіційно проживало 30 іноземців з 10 країн, серед них 8 громадян країн Євросоюзу та 4 громадяни України.

## Сусідні муніципалітети
- Контільяно
- Лабро
- Морро-Реатіно
- Рієті
- Риводутрі
- Терні